# Royal Mile

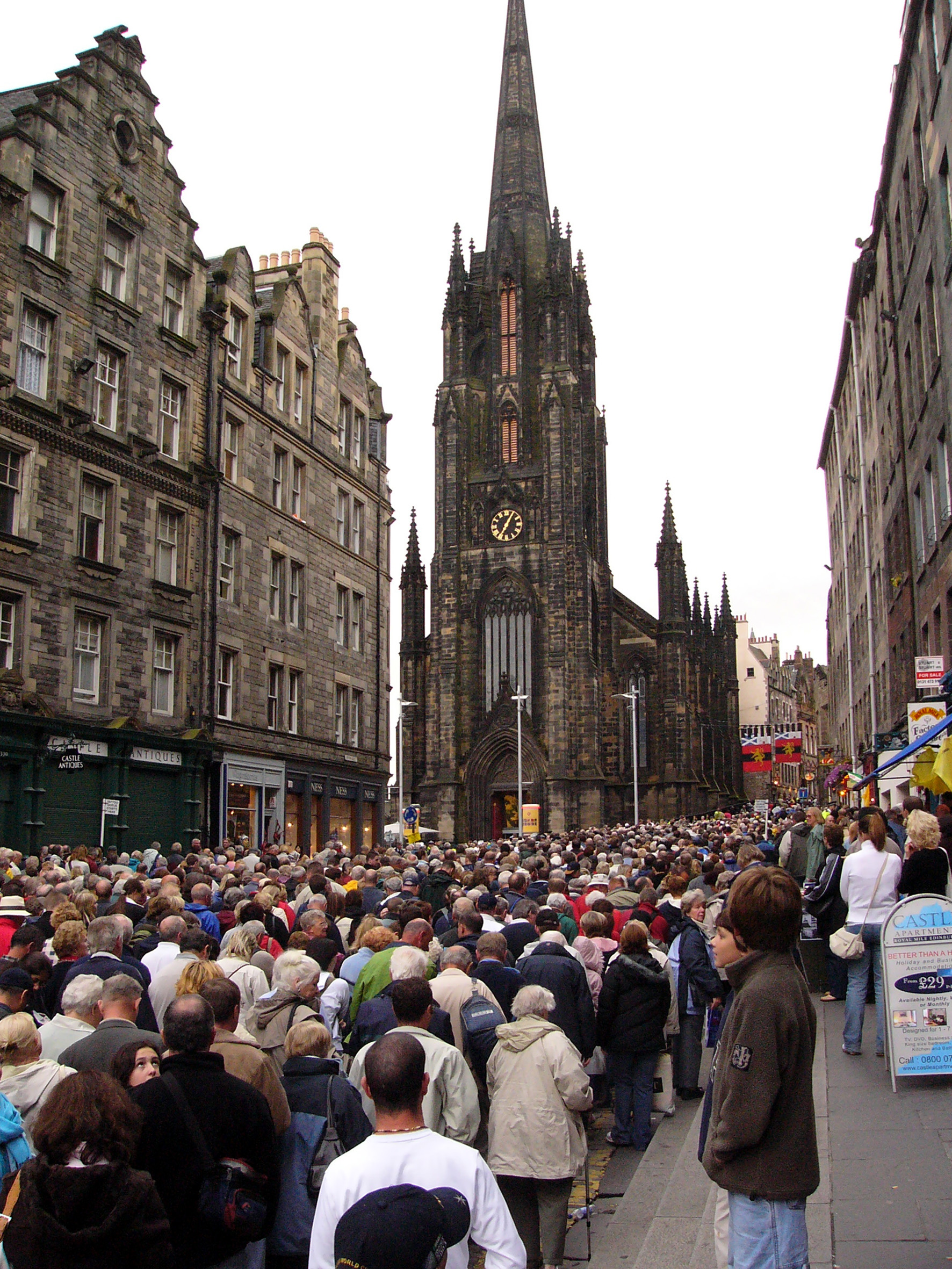
Royal Mile w czasie Festiwalu Teatralnego

The Royal Mile – ciąg ulic w centrum Edynburga, prowadzący od Zamku do Opactwa i Pałacu Holyrood. Składają się na niego kolejno Castle Hill (Wzgórze Zamkowe), Lawnmarket, High Street i Canongate.
Royal Mile tworzy główny trakt edynburskiej starówki. Położona jest na grzbiecie wulkanicznej góry, na której szczycie znajduje się zamek. Historycznie jest najstarszą ulicą miasta. Dla zabudowy położonej wzdłuż tej ulicy charakterystyczna jest znaczna wysokość kamienic, sięgających niekiedy dziesięciu pięter. Wynika to ze znacznego zaludnienia w średniowieczu, kiedy Edynburg był miastem zamkniętym w murach i jedynym sposobem na stworzenie nowych mieszkań była dobudowa kolejnych pięter do istniejących domów. Innym typowym elementem ulicy są closes, wąskie korytarze pomiędzy budynkami, prowadzące na niewielkie dziedzińce, do ogrodów na tyłach bądź na sąsiednie ulice.
Royal Mile przez większość roku oblegana jest przez turystów, a w czasie festiwalu teatralnego spotkać tu można grupy teatralne, mimów i cyrkowców. Wypełniona jest przeróżnymi pamiątkarskimi sklepikami z whisky, kiltami i innymi wyrobami rzemieślniczymi. Znajdują się tu także godne uwagi muzea i kościoły oraz urzędy, w tym Sąd Najwyższy Szkocji.